# دان گیونز
دان گیونز (انگلیسی: Don Givens؛ زادهٔ ۹ اوت ۱۹۴۹) ورزشکار اهل ایرلند است.
از باشگاه‌هایی که در آن بازی کرده‌است می‌توان به ای. اف. سی بورنموث، بیرمنگام سیتی، کویینز پارک رنجرز، لوتون تاون، شفیلد یونایتد و منچستر یونایتد اشاره کرد.
وی همچنین سابقه ۵۶ بازی برای تیم ملی فوتبال جمهوری ایرلند را در کارنامه دارد.